# باول باترسون
باول باترسون (بالإنجليزية: Paul Patterson)‏ هو شاعر أمريكي، ولد في 28 مارس 1909 في مقاطعة غينز في الولايات المتحدة، وتوفي في 14 مارس 2008 في كران في الولايات المتحدة.